# Recifes storstadsområde

Recifes storstadsområde

Recifes storstadsområde är den största storstadsregionen i den nord-nordöstra regionen i Brasilien, den sjätte största i Brasilien och en av de 120 största i världen. Storstadsområdet sammanför huvudstaden i delstaten Pernambuco, Recife, och 14 andra kommuner.

## Kommuner
| Foto   | Kommun                  | Area (km²) | Folkmängd (2018) | HDI (2010)   | BNP (2016) i tusen reais | BNP per capita (2016) ) i reais |
| ------ | ----------------------- | ---------- | ---------------- | ------------ | ------------------------ | ------------------------------- |
|        | Abreu e Lima            | 126,193    | 99 622           | 0,679 medium | 1 424 506                | 14 390,40                       |
|        | Araçoiaba               | 96,381     | 20 312           | 0,592 lågt   | 128 577                  | 6 414,12                        |
| centro | Cabo de Santo Agostinho | 448,735    | 205 112          | 0,686 medium | 8 811 690                | 43 485,31                       |
|        | Camaragibe              | 51,257     | 156 736          | 0,692 medium | 1 475 711                | 9 506,73                        |
| centro | Goiana                  | 445,810    | 79 455           | 0,651 medium | 5 152 498                | 65 271,07                       |
| centro | Igarassu                | 305,56     | 115 640          | 0,665 medium | 2 357 428                | 20 687,18                       |
| centro | Ilha de Itamaracá       | 66,684     | 25 836           | 0,653 medium | 223 193                  | 8 805,83                        |
| centro | Ipojuca                 | 527,107    | 94 709           | 0,619 medium | 10 733 638               | 115 458,91                      |
|        | Itapissuma              | 74,235     | 26 397           | 0,633 medium | 1 261 676                | 48 390,13                       |
| centro | Jaboatão dos Guararapes | 258,694    | 697 636          | 0,717 högt   | 13 470 924               | 19 491,30                       |
|        | Moreno                  | 196,072    | 62 263           | 0,652 medium | 632 356                  | 10 269,36                       |
| centro | Olinda                  | 41,681     | 391 835          | 0,735 högt   | 5 272 902                | 13 515,27                       |
| centro | Paulista                | 97,312     | 329 117          | 0,732 högt   | 3 816 017                | 11 720,31                       |
| centro | Recife                  | 218,435    | 1 637 834        | 0,772 högt   | 49 544 088               | 30 477,73                       |
| centro | São Lourenço da Mata    | 262,106    | 112 362          | 0,653 medium | 1 060 104                | 9 533,57                        |
|        | RMR                     | 3 216,262  | 4 054 866        | 0,734 högt   | 105365309                | 28 494,48                       |